# St. Peter und Paul (Erlenbach am Main)

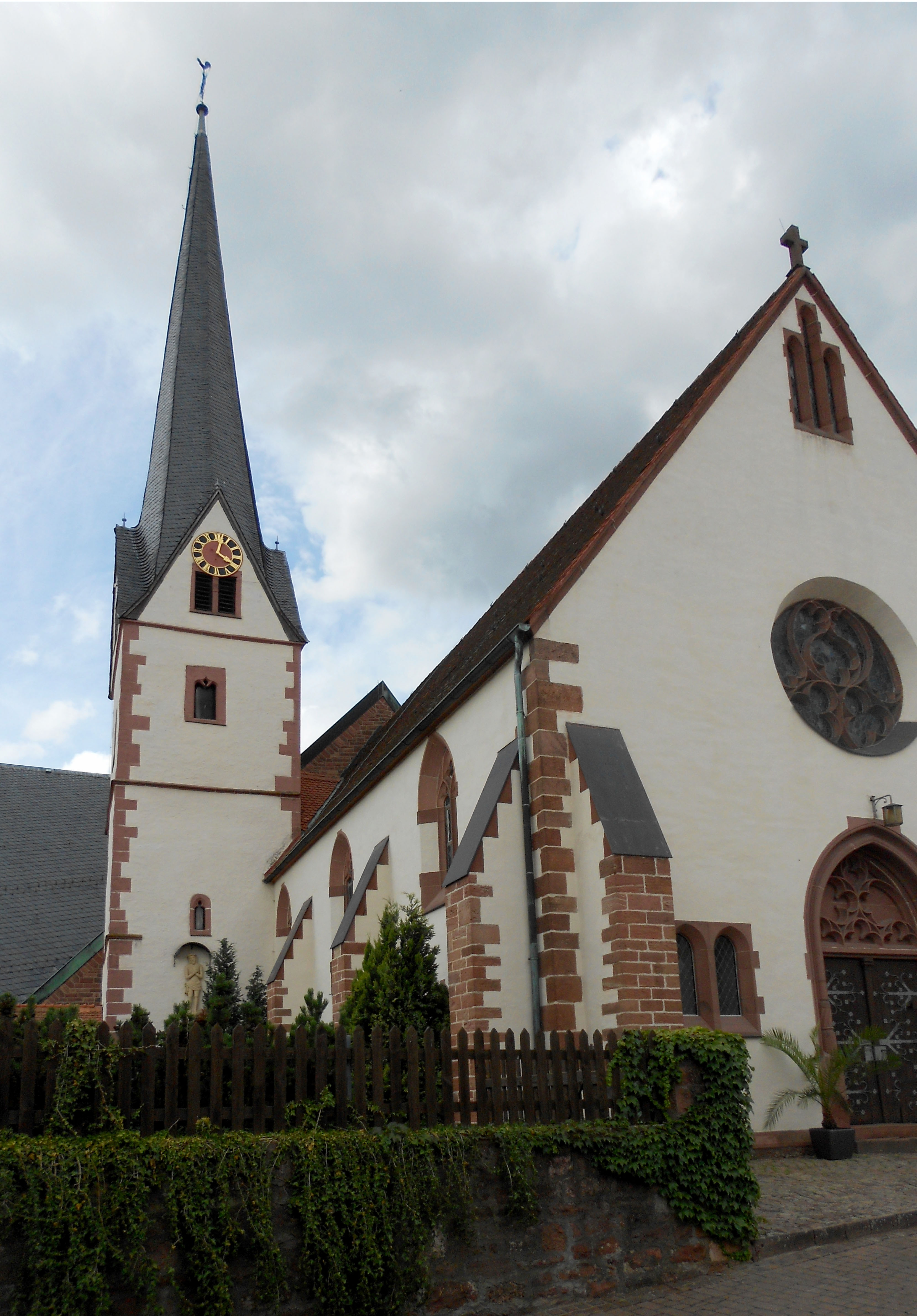
St. Peter & Paul (Erlenbach am Main)

Die römisch-katholische Kirche St. Peter und Paul ist ein denkmalgeschütztes Kirchengebäude, das in Erlenbach am Main steht, einer Stadt im Landkreis Miltenberg (Unterfranken, Bayern). Das Bauwerk ist unter der Denkmalnummer D-6-76-122-1 als Baudenkmal in der Bayerischen Denkmalliste eingetragen. Die Pfarrei gehört zur Pfarreiengemeinschaft, Christus der Weinstock Erlenbach am Main im Dekanat Obernburg des Bistums Würzburg.

## Beschreibung
Die neugotische Emporenhalle wurde 1907 erbaut. Das Mittelschiff, dessen Wände von Strebepfeilern gestützt werden, ist mit einem Satteldach bedeckt, das Seitenschiff mit Zwerchhäusern. An der Westseite des Mittelschiffs steht der Kirchturm auf quadratischem Grundriss, dessen untere Geschosse vom Vorgängerbau von 1499 erhalten sind. Die Obergeschosse wurden 1614 aufgestockt. Neben der Fassade im Süden steht ein achteckiger Treppenturm, der mit einem Zeltdach bedeckt ist. 1964 wurde anstelle des ehemaligen Chors im Norden wurde ein oktogonaler Zentralbau angebaut, der mit einem schiefergedeckten Faltdach bedeckt ist. 
Die Orgel mit 42 Registern, davon 34 auf drei Manuale verteilt, wurde 1985 von Winfried Albiez gebaut.